# Michel de Poncins
Pour les articles homonymes, voir Poncins.
Michel de Poncins, né le 21 mars 1926 à Saint-Omer et mort le 7 mai 2020 à Paris, est un essayiste et militant politique français.

## Biographie
Ancien directeur de société, Michel de Montaigne de Poncins est diplômé de l'Institut d'études politiques de Paris, et docteur en droit (1953).
Il est le fondateur en 1981 (sous le pseudonyme de Pierre Saint-Cyr) du Parti capitaliste populaire (d), qui promeut l'idée d'un capitalisme populaire conçu comme « seule alternative au socialisme », idée qui connait alors un certain succès au sein du FN et chez les intégristes catholiques.
Il est aussi le fondateur et président de Catholiques pour les Libertés économiques (CLE).
En 1985, il participe à la rédaction du programme du FN en vue des élections législatives de l'année suivante, intitulé Pour la France.
Il était administrateur du Cercle Renaissance.
Il était fondamentalement climato-sceptique, niant l'origine anthropique du réchauffement terrestre, l'extinction de la biomasse animale sauvage ou l'appauvrissement rapide des ressources naturelles. Il invitait donc à continuer notre développement économique sans souci de conséquences environnementales et s'inquiétait d'une dictature écologique. 

### Radio
Michel de Poncins a présidé la station catholique Radio Silence sur Internet.

## Ouvrages
- Tous capitalistes ou La Réponse au socialisme, Vouillé, Chiré, 1986.
- La Démocratie ou Le Rêve en morceaux, Paris, Albatros, 1986.
- Chômage, fils du socialisme : la vérité, les remèdes, Paris, chez l'auteur, 1991.
- La République fromagère ou Comment les politiques font la fête avec l'argent des pauvres, Paris, Première Ligne, 1994.
- Le Catéchisme de l'électeur trompé, 1995, Paris, Odilon Média, 1995.
- Les Étranges Silences de la Cour des comptes, Paris, Odilon Média, 1996.
- Si la France se mettait à rêver, ou Comment retrouver la prospérité, Paris, Odilon Média, 1998  (ISBN 2-8421-3028-6).
- Thatcher à l'Élysée : le jour où elle est devenue président de la République, Paris, Odilon Média, 2001  (ISBN 2-8421-3030-8).
- Parlottes et Fêtes : divertissements pour accompagner le désastre français, Paris, François-Xavier de Guibert, 2004.
- La luxure régnait sur la ville et la ville était bleue, Paris, François-Xavier de Guibert, 2007  (ISBN 978-2-7554-0120-2).
- 2089, ou le temps de la Grâce : une civilisation renaît de ses cendres, Paris, Godefroy de Bouillon, 2011  (ISBN 978-2841912544).

## Prix
- Prix Renaissance de l'économie 1989 pour Tous capitalistes ou la réponse au socialisme.